# イケル・ムニアイン
イケル・ムニアイン・ゴニ（Iker Muniain Goñi, 1992年12月19日 - ）は、スペイン・ナバラ州パンプローナ出身のサッカー選手。サン・ロレンソ所属。ポジションはFW。

## 経歴

### クラブ
バスク自治州最大のクラブであるアスレティック・ビルバオの下部組織出身。2009年7月30日、16歳7ヶ月11日でUEFAヨーロッパリーグ予選BSCヤングボーイズ戦1stレグ(0-1)に出場してトップチームデビューした。59分にガイスカ・トケーロに代わって途中出場し、クラブの公式戦最年少出場記録を作った。1週間後にアウェーで行われた2ndレグ(2-1)で初得点を記録し、チームの勝ちぬけに貢献した。16歳7ヶ月18日での得点はやはりクラブの公式戦最年少得点記録となった。8月30日、ホームで行われたリーグ開幕戦のRCDエスパニョール戦(1-0)に先発出場してクラブのリーグ最年少出場記録を作った。9月17日、UEFAヨーロッパリーグのFKアウストリア・ウィーン戦1stレグ(3-0)でアンドニ・イラオラとホセバ・エチェベリアが得点した後、駄目押しとなる3点目を決めた。10月4日、レアル・バリャドリード戦(2-2)では16歳と289日でゴールを決め、プリメーラ・ディビシオン（1部）の最年少得点記録を更新した。それまでのリーガ1部の最年少ゴール記録は、2002-03シーズンにシスコ・ナダルが記録した16歳と353日だった。12月1日、クラブと初のプロ契約を結び、契約を2015年6月まで延長した。晩秋には約1ヶ月の間戦線離脱したが、12月6日のバレンシアCF戦(1-2)では51分に途中出場して先制点を決めた。シェレスCD戦、デポルティーボ・ラ・コルーニャ戦でも得点し、2009-10シーズンはリーグ戦通算26試合に出場して4得点3アシスト、公式戦通算35試合に出場して6得点を決めた。
2010-11シーズンは絶対的なレギュラーであり、ホアキン・カパロス監督のチームで左ウイングとして活躍した。2011年4月17日、故郷パンプローナに本拠地を置くCAオサスナ戦(2-1)ではロスタイムに決勝点を決め、逆転負けの危機からチームを救った。初めはシーズン5枚目のイエローカード（次試合の出場停止）に抗議し、ゴールセレブレーションの際に両手を両耳に当てる仕草をしたが、試合後にイエローカードは撤回され、次戦に出場できることになった。レアル・ソシエダとのバスク・ダービーとなったその試合でもゴールネットを揺らし、2-1で勝利した。
2015年4月4日に行われたセビージャFC戦の試合中に負傷し、全治約6ヶ月の左ひざ前十字じん帯断裂と診断された。そのためそのシーズンに行われたコパ・デル・レイの決勝にも出場出来ず、チームもFCバルセロナに敗れた。
2015年12月20日に行われたレバンテUD戦で公式戦に復帰。2016年に2月28日のバレンシアCF戦で復帰後初のゴールを決め、敵地メスタージャでの8年ぶりとなる勝利に貢献した。
16-17シーズンから背番号を19から10に変更。これに伴い、当時10番を背負っていたオスカル・デ・マルコスは18番に変更となった。
怪我からの復帰以降、2017年9月28日までに86試合に出場と順調にキャリアを積み重ねていたものの、FCゾリャ・ルハーンシク戦で右足の前十字靭帯を損傷。再び6ヶ月の離脱を強いられた。
2018年11月20日、2024年まで契約を延長した。また解除金が撤廃されており、契約期間内での移籍がほぼ不可能な状態となった。これにより毎年のように噂されていたビッククラブへの移籍を封印し、クラブへの忠誠心を改めて見せつける形となった。
アスレティック・ビルバオでの10シーズン目を迎えた2019-20シーズン開幕前、チームを長らく支えていたマルケル・スサエタがガンバ大阪へ移籍したことに伴い、クラブのキャプテンに就任した。2020年1月19日、ラ・リーガのセルタ戦に出場したことで、クラブ史上18人目となるトップチーム公式戦通算400試合出場を達成。また、このシーズンはコパ・デル・レイこそ決勝で優勝を逃すが、スーペルコパ・デ・エスパーニャの決勝でFCバルセロナを3-2で打ち破り、ムニアインにとって初となるタイトルを獲得した。
コパ・デル・レイで優勝を果たした2023-24シーズンの4月24日、同シーズン終了後にクラブを退団することを発表した。

### 代表
2011年2月8日、U-21デンマーク戦で18歳にしてU-21スペイン代表デビューした。ルイス・ミジャ監督によって同年のUEFA U-21欧州選手権のメンバーにも選ばれ、全試合に出場してスペインの3度目の優勝とロンドンオリンピック出場権獲得に貢献した。
2012年2月24日、ビセンテ・デル・ボスケ監督によってスペインA代表に初招集された。2月29日にマラガで行われたベネズエラ戦(0-5)の74分にセスク・ファブレガスと代わって出場してA代表デビューした。
2019年、クラブでの活躍を認められ7年ぶりの召集。3月26日に行われたUEFA EURO 2020予選のマルタ戦に途中出場し勝利に貢献した。

## 個人成績
| クラブ                   | シーズン | 国内リーグ | 国内リーグ | 国内カップ | 国内カップ | 欧州カップ | 欧州カップ | 通算 | 通算 |
| クラブ                   | シーズン | 出場       | 得点       | 出場       | 得点       | 出場       | 得点       | 出場 | 得点 |
| ------------------------ | -------- | ---------- | ---------- | ---------- | ---------- | ---------- | ---------- | ---- | ---- |
| ビルバオ・アスレティック | 2008–09  | 2          | 0          | -          | -          | -          | -          | 2    | 0    |
| ビルバオ・アスレティック | 通算     | 2          | 0          | -          | -          | -          | -          | 2    | 0    |
| アスレティック・ビルバオ | 2009–10  | 26         | 4          | 0          | 0          | 9          | 2          | 35   | 6    |
| アスレティック・ビルバオ | 2010–11  | 35         | 5          | 3          | 0          | -          | -          | 38   | 5    |
| アスレティック・ビルバオ | 2011–12  | 33         | 2          | 9          | 2          | 16         | 5          | 58   | 9    |
| アスレティック・ビルバオ | 2012–13  | 33         | 1          | 2          | 0          | 8          | 1          | 43   | 2    |
| アスレティック・ビルバオ | 2013–14  | 35         | 7          | 4          | 2          | -          | -          | 39   | 9    |
| アスレティック・ビルバオ | 2014–15  | 25         | 1          | 7          | 0          | 9          | 1          | 41   | 2    |
| アスレティック・ビルバオ | 2015–16  | 20         | 2          | 3          | 0          | 5          | 0          | 28   | 2    |
| アスレティック・ビルバオ | 2016–17  | 35         | 7          | 3          | 0          | 8          | 0          | 46   | 7    |
| アスレティック・ビルバオ | 2017–18  | 14         | 4          | 0          | 0          | 6          | 1          | 20   | 5    |
| アスレティック・ビルバオ | 2018–19  | 34         | 7          | 3          | 0          | -          | -          | 37   | 7    |
| アスレティック・ビルバオ | 2019–20  |            |            |            |            |            |            |      |      |
| アスレティック・ビルバオ | 2020–21  |            |            |            |            |            |            |      |      |
| アスレティック・ビルバオ | 2021–22  |            |            |            |            |            |            |      |      |
| アスレティック・ビルバオ | 2022-23  |            |            |            |            |            |            |      |      |
| アスレティック・ビルバオ | 2023-24  |            |            |            |            |            |            |      |      |
| アスレティック・ビルバオ | 通算     | 290        | 40         | 34         | 4          | 61         | 10         | 385  | 54   |
| 通算                     | 通算     | 292        | 40         | 34         | 4          | 61         | 10         | 387  | 54   |

## タイトル
アスレティック・ビルバオ
- コパ・デル・レイ 2023-24
- スーペルコパ・デ・エスパーニャ 2015、2020

U-21スペイン代表
- UEFA U-21欧州選手権 2011